# Maigrün

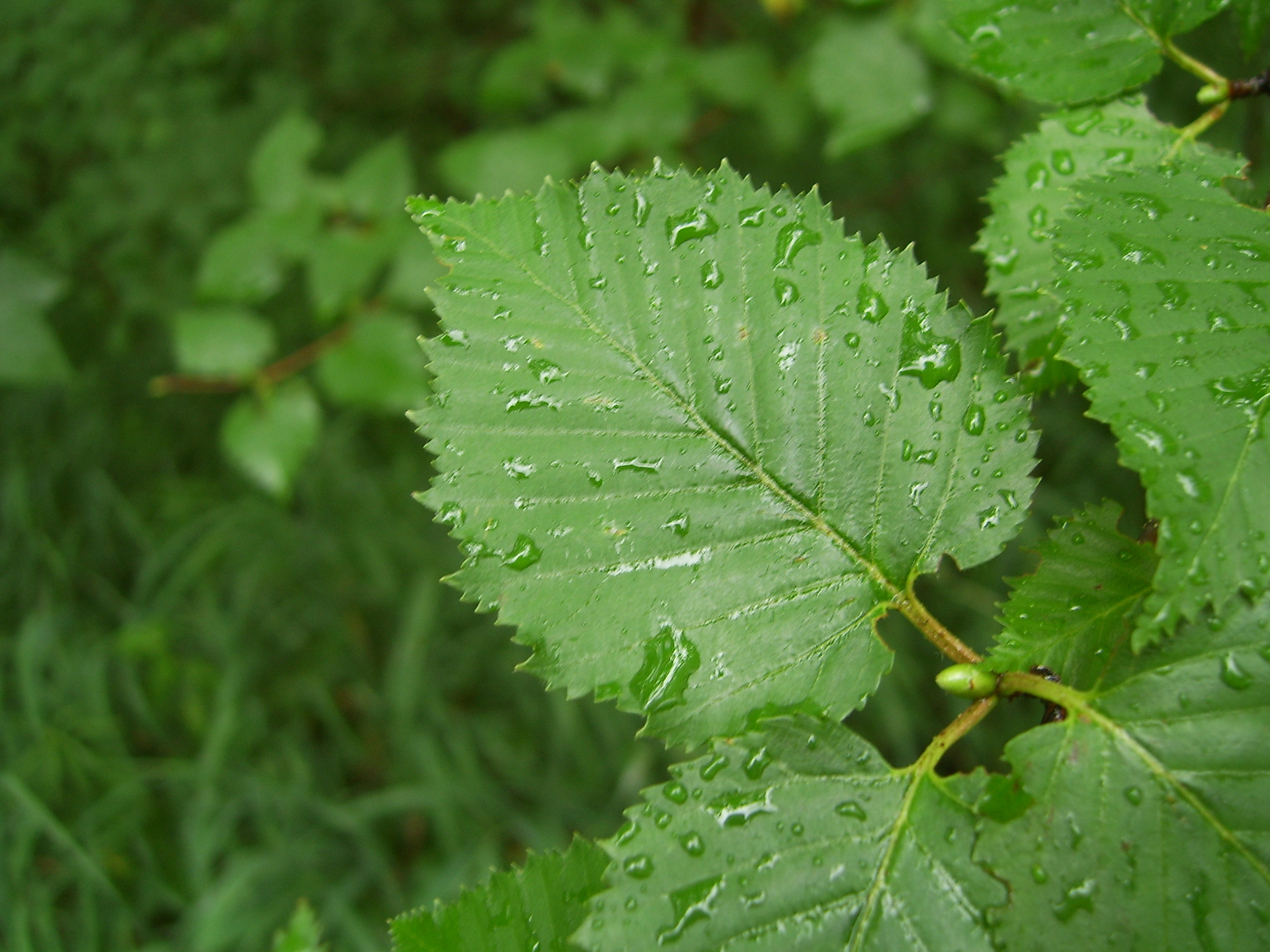
Birkenblatt

Maigrün ist ein genormter Farbton. Seine RAL-Nummer ist 6017.
Der Farbton entspricht dem der frühlingsfrischen, zarten Birken- und Buchenblätter im Mai. Er ist heller als Blattgrün, Laubgrün oder Pflanzengrün.
Als Pigmente zur Herstellung können verschnittenes Chromgrün (mit Tonerde) oder Preußischblau und gelber Lack (weniger gut als Malerfarbe) oder mit Chromgelb (besser) verwendet werden.
Die in diesem Artikel angezeigten Farben sind nicht farbverbindlich und können auf verschiedenen Anzeigegeräten unterschiedlich erscheinen.

Eine Möglichkeit, die Darstellung mit rein visuellen Mitteln näherungsweise zu kalibrieren, bietet das nebenstehende Testbild (nur bei nativer Anzeigeauflösung und wenn die Seite nicht gezoomt dargestellt wird):